# Reminasus ephippium
Reminasus ephippium là một loài ruồi trong họ Asilidae. Reminasus ephippium được Macquart miêu tả năm 1855.